# Друк Стар
«Друк Стар» (англ. Druk Star FC) — бутанский футбольный клуб, выступающий в дивизионе A.
Клуб два раза становился чемпионом Бутана в 2002 и 2009 годах. Самым известным игроком клуба является Карун Гурунг (англ. Karun Gurung), сделавший номер 5, под которым он играет, самым популярным в Бутане. Он помог клубу стать вторым в Бутане после Друк Пола.
«Друк Стар» является вторым старейшим клубом в Бутане. Домашним стадионом клуба является стадион Чанглимитанг в Тхимпху.